# Avitrans
Avitrans eller Avitrans Nordic AB var ett svenskt flygbolag som flög med tolv svenskbyggda Saab 340-flygplan. Företaget ägdes av Sverigeflyg och hade sitt huvudkontor i Bromma, Stockholm. Företaget hade ca 100 anställda. Avitrans Nordic flög åt samtliga bolag i Sverigeflyg-koncernen (Blekingeflyg, Gotlandsflyg, Kalmarflyg, Kullaflyg, Sundsvallsflyg, Flysmaland, Wings of Bornholm och Östersundsflyg) samt åt Skyways och åländska Air Åland. Bolaget avvecklades 2010 efter att ägarna ansåg att flygproduktionen i Avitrans var för kostsam.

## Destinationer
- Ängelholm/ Helsingborg (Sverige)
- Berlin (Tyskland)
- Bornholm (Danmark)
- Köpenhamn (Danmark)
- Göteborg (Sverige)
- Hamburg (Tyskland)
- Helsingfors (Finland)
- Kalmar (Sverige)
- Mariehamn (Finland)
- Östersund (Sverige)
- Ronneby (Sverige)
- Stockholm (Sverige)
- Sundsvall (Sverige)
- Växjö (Sverige)
- Visby (Sverige)